# Tripitaca

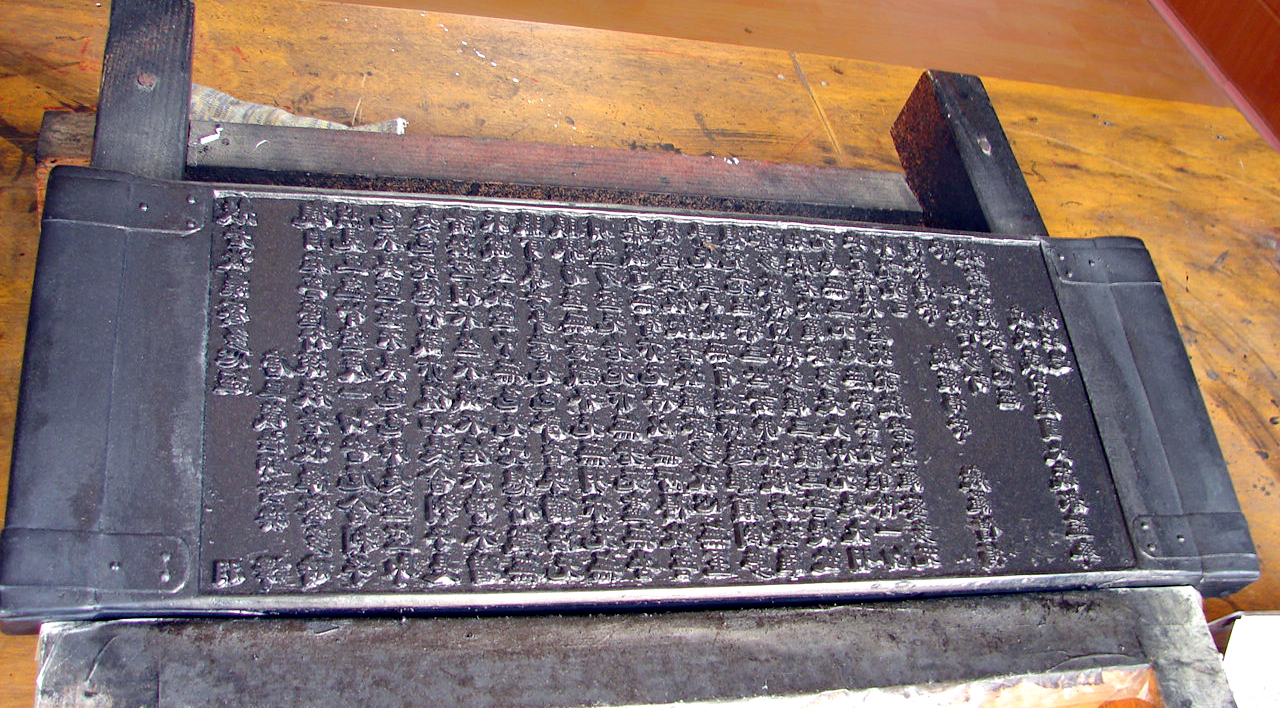
A xilogravura de Tripiṭaka Koreana em Haeinsa, Hapcheon, Coreia do Sul.

Tripitaca (sânscrito: Tripiṭaka) ou Tipitaca (páli: Tipiṭaka), que significa "Tripla Cesta", é o termo tradicional para coleções antigas de escrituras sagradas budistas.
O Cânone Pāli mantido pela tradição Teravada no Sudeste Asiático, o Cânone Budista Chinês mantido pela tradição budista do Leste Asiático e o Cânone Budista Tibetano mantido pela tradição budista tibetana são alguns dos mais importantes Tripitacas no mundo budista contemporâneo.
Tripitaca tornou-se um termo usado para as coletâneas de muitas escolas, embora suas divisões gerais não correspondam a uma divisão estrita em três pitacas.

## Cânone Páli

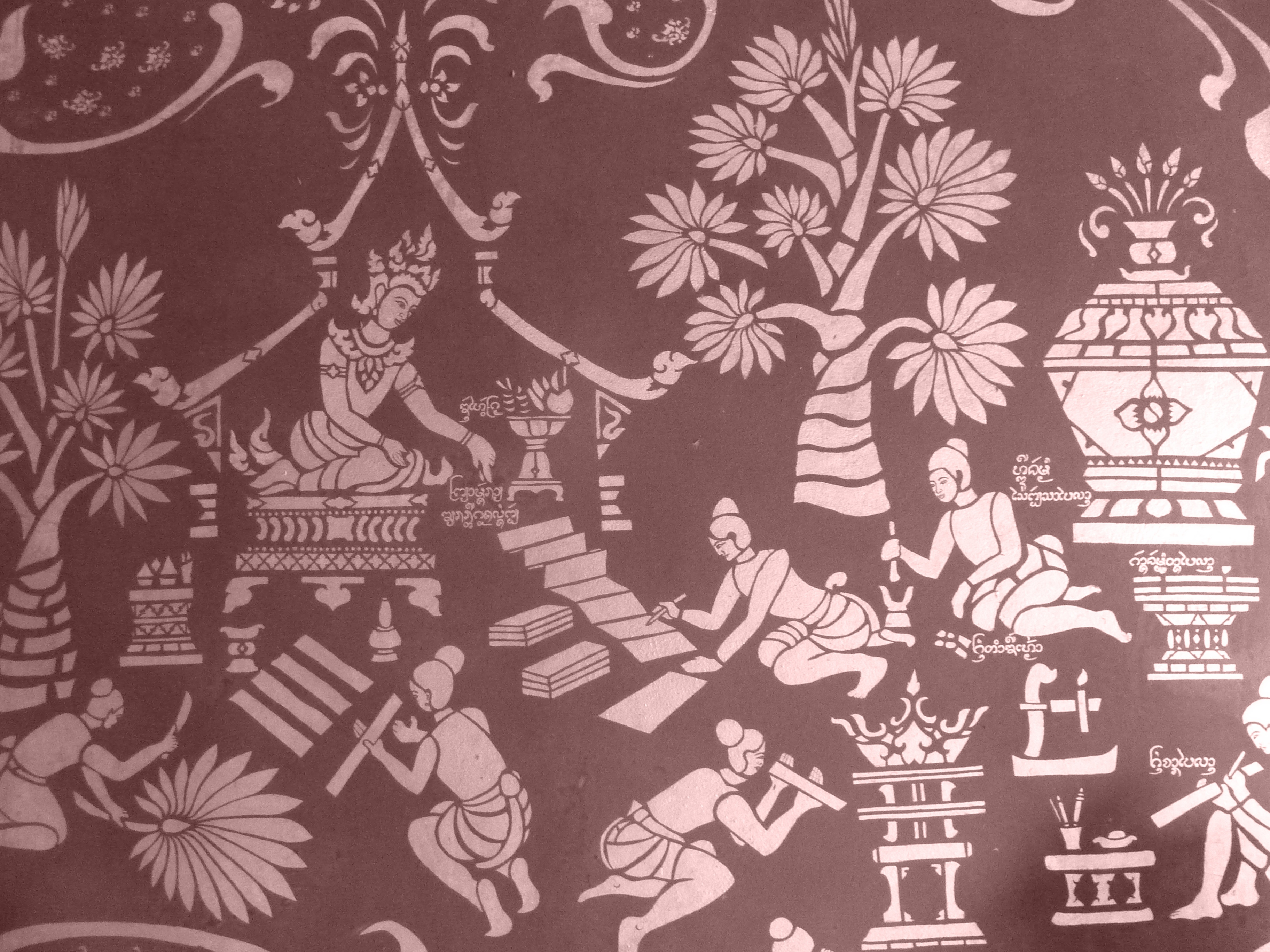
Escrevendo o Tripitaca

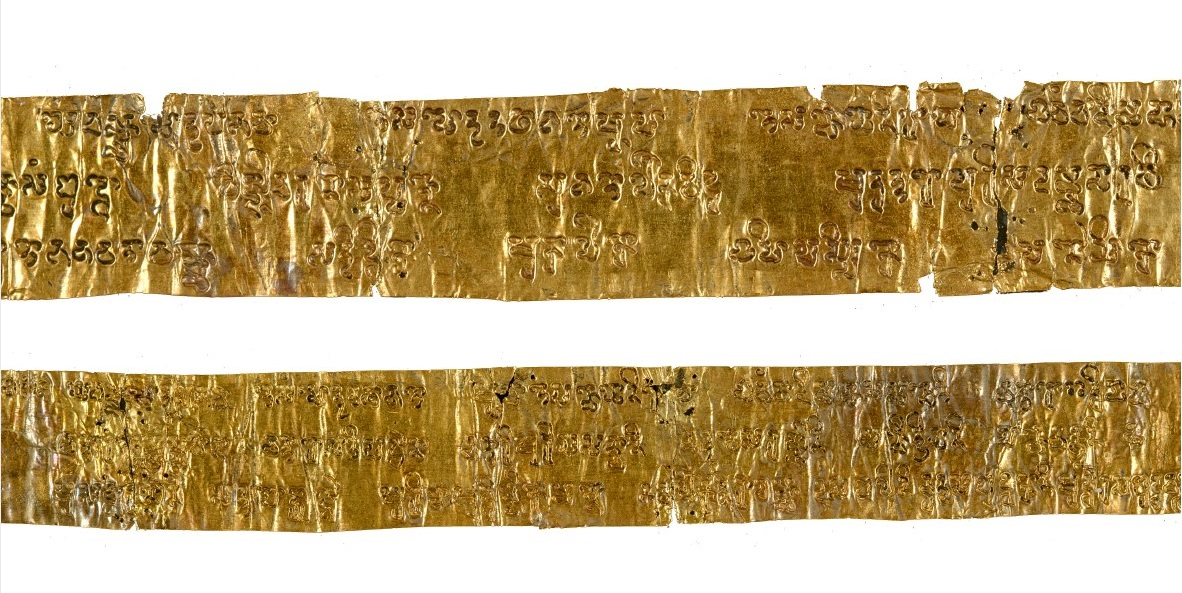
Manuscritos de Tripitaca em folhas de ouro, Birmânia

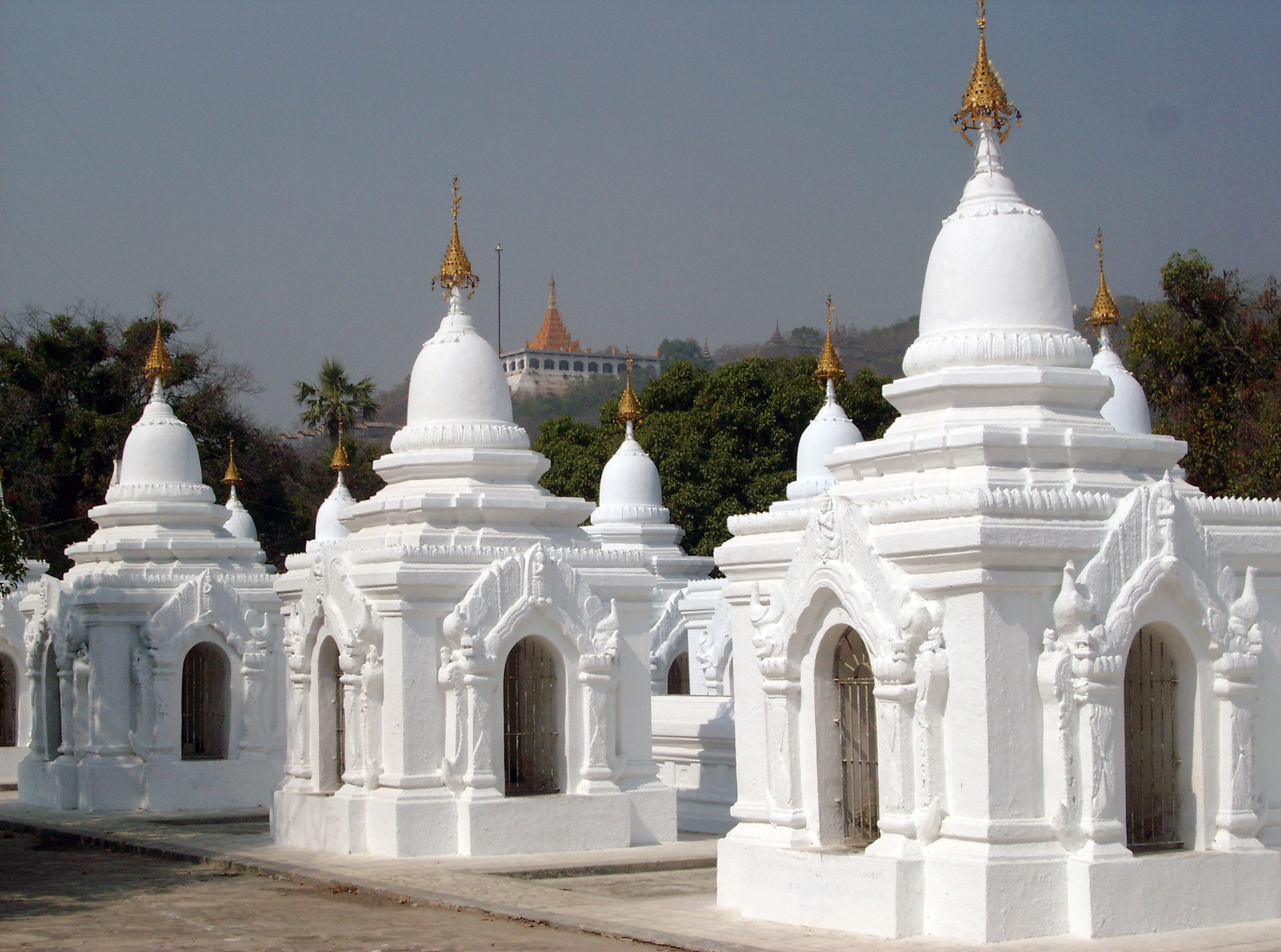
O Pagode Kutodaw, composto por 729 estupas contendo o maior livro do mundo, o Tripitaca em tábuas de mármore, em Mandalay, Myanmar.

O compêndio doutrinário teravada é composto por três grandes grupos ou pitacas:
Vinaia Pitaca
Define as regras para a comunidade monástica, tendo um conjunto de regras para a comunidade masculina (Bicu Sanga) e outro para a comunidade feminina (Bicuni Sanga).
Suta Pitaca
Contém os discursos proferidos pelo Buda a seus discípulos, admiradores e adversários.
Abidarma Pitaca
Uma obra de composição posterior que aprofunda os ensinamentos específicos da tradição Theravada, detalhando o processo de renascimento, processos mentais sutis, a prática meditativa, dentre outros assuntos.

Encontra-se algumas pequenas diferenças entre o Tripitaka de acordo com o país onde foi preservado (Tailândia, Myanmar), mas de maneira geral não são variações significativas. O cânone páli birmanês, entretanto, inclui o livro As Questões do Rei Milinda, geralmente considerado como uma produção pós-canônica. Eruditos acreditam que esta tenha se originado a partir da escola Sarvastivada.